# Playa del Cura

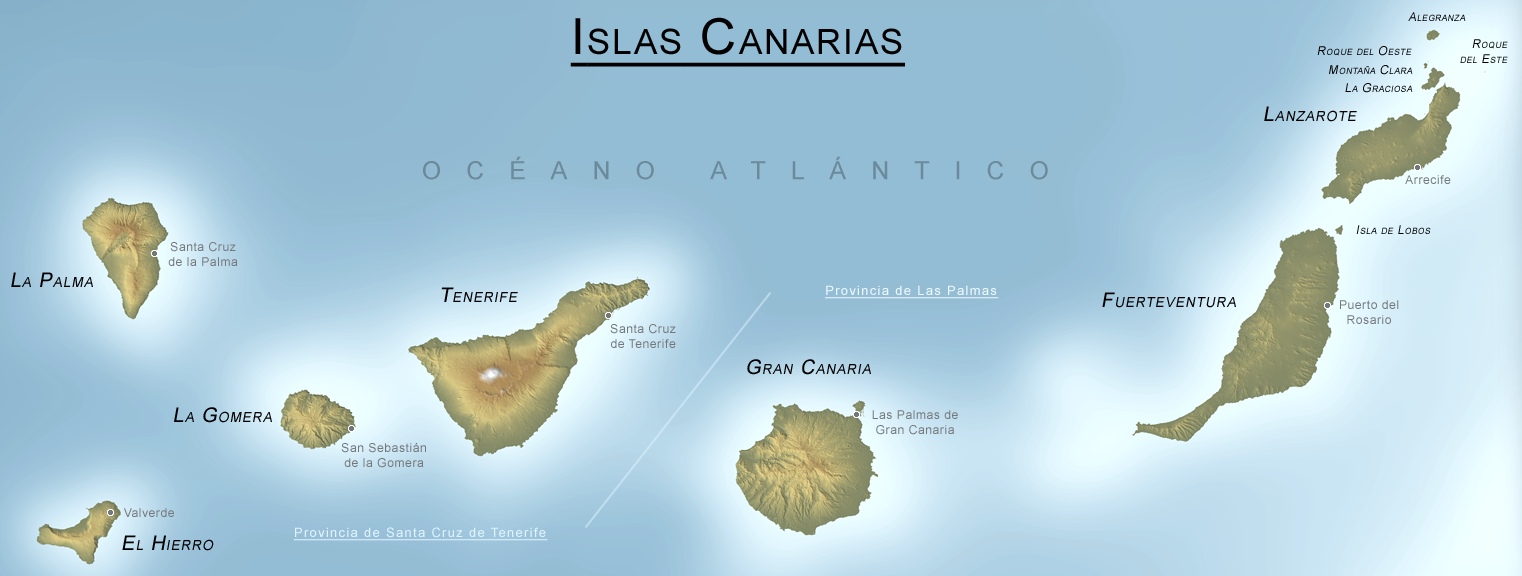
Die sieben Hauptinseln des Kanarischen Archipels
(siete islas)

Playa del Cura ist ein Ortsteil der Gemeinde Mogán im Süden der Kanarischen Insel Gran Canaria zwischen Puerto Rico und Puerto de Mogán an der GC-500 nahe der GC-1. Zentral liegt ein kleines Einkaufszentrum mit einem Restaurant, einem Supermarkt
und weiteren Geschäften.

## Touristik
Unter anderem gibts es die Hotels Labranda/H10, Idyll Suites und Riviera Vista, das Aparthotel Cura Sol, sowie die Monseñor Apartments.

## Freizeitaktivitäten
Ein Golfplatz befindet sich im Nachbartal Tauro. Etwas weiter liegt die weitläufige Bucht Playa de Amadores mit weißem Sandstrand sowie Restaurants, Geschäften und an der Steilküste gelegenen Hotels; weitere kindergeignete Anlagen gibt es in Puerto Rico und Puerto de Mogán.